# Mind as Judgment
Singles de Faylan
Arousing Soul
(2008) I sing by my soul
(2009)
Mind as Judgment est le 3e single de Faylan sorti sous le label Lantis le 22 juillet 2009 au Japon. Il atteint la 14e place à l'Oricon. Il se vend à 5 638 exemplaires la première semaine et reste classé pendant 12 semaines, pour un total de 15 016 exemplaires vendus.
Mind as Judgment a été utilisé comme thème d'ouverture pour l'anime Canaan. Mind as Judgment et Houmatsu no Kotoritachi se trouvent sur l'album Polaris.

## Liste des titres
Les paroles ont été écrites par Hata Aki.
| 1. | Mind as Judgment                                   | Noriyasu Agematsu (Elements Garden) | 3:56 |
| 2. | Houmatsu no Kotoritachi (泡沫の小鳥達)             | Daisuke Kikuta (Elements Garden)    | 4:43 |
| 3. | Mind as Judgment (off vocal)                       | Noriyasu Agematsu (Elements Garden) | 3:55 |
| 4. | Houmatsu no Kotoritachi (off vocal) (泡沫の小鳥達) | Daisuke Kikuta (Elements Garden)    | 4:42 |